# Brienne-sur-Aisne
Brienne-sur-Aisne é uma comuna francesa na região administrativa de Grande Leste, no departamento Ardenas. Estende-se por uma área de 12,42 km². Em 2010 a comuna tinha 261 habitantes (densidade: 21 hab./km²).